# Aleksej Petrovitj
Aleksej Petrovitj, född 28 februari 1690, död 7 juli 1718, var en rysk storfurste och tronföljare, son till den ryske tsaren Peter den store och dennes första maka Jevdokija Lopuchina. 
Aleksej kom tidigt i motsättning till sin far, som tvingade honom att 1711 gifta sig med prinsessan Charlotte av Braunschweig-Wolfenbüttel som ett led i Peters strävan att komma i närmare kontakt med de europeiska kungafamiljerna; i äktenskapet föddes dottern Natalia och sonen Peter, som senare skulle bli tsar. Han hade från 1714 en relation med Jefrosinja Fjodorova. 
Aleksej kom under inflytande av de ryska prästerna, och konservativa grupperingar i Ryssland som önskade hindra Peters reformarbete såg honom som ett möjligt redskap i sina strävanden. Peter hotade honom med arvlöshet för att tvinga honom till lydnad. Efter att under några år ha levt i självvald exil i Europa lurades Aleksej 1718 tillbaka till Ryssland där han på faderns order fängslades, anklagades för högförräderi och utsattes för så svår tortyr, inklusive först 25 och sedan 15 rapp till från en knutpiska, att han avled.